# Gill

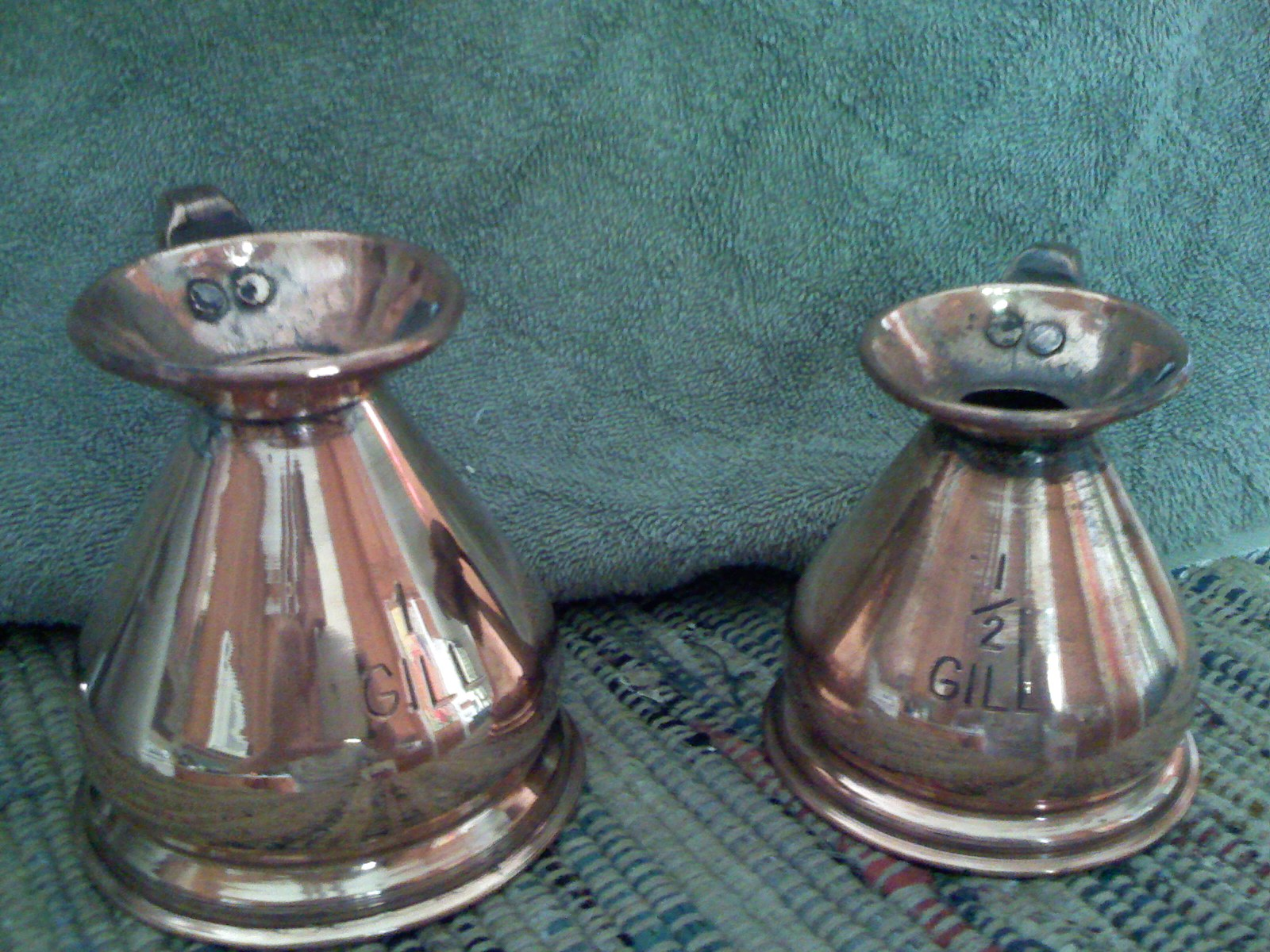
Zwei Kupfermessbecher (links 1-Gill-Maß, rechts 1/2-Gill-Maß)

Gill (Aussprache [ˈdʒɪl]) war ein englisches Volumenmaß und als ein Trocken- und Flüssigkeitsmaß in Anwendung. Das Maß war mit Ausnahme von Bier in den britischen Kolonien und den USA etwa 6⅗ Kubikzoll (preuß.) oder ⅒ Quart (preuß.). Ein Gill liegt zwischen 0,11 und 0,14 Liter. 
In britischen Bars wurde der Schnaps früher in Mengen von ⅙ Gill verkauft, was in etwa 2,3 cl entsprach. Heute sind in Großbritannien 2,5 oder 3,5 cl üblich.
- Einheitenzeichen: Imp. gi., Imp. gi., US liquid gi., US liquid gi., US. liq. gi.
- Die Maßkette ist: 1 gallon = 4 quart = 8 pint = 16 cup = 32 gill
- 1 Gill = ¼ Pint[1]
- 1 Imp. gi. = 5 Imp. fl. oz = 40 Imp. fl. dr. = 2400 Imp. min. = {\displaystyle {\tfrac {284.130.625}{32.774.128}}} inch³ ≈ 8,669 inch³ 
 1 Imp. gi. = 142,065 312 500 cm³ ≈ 0,142 Liter
- 1 US. liq. gi. = 4 US. fl. oz = 32 US. fl. dr. = 1920 US. min. = 7,21875 inch³ = 118,294 118 250 cm³ ≈ 0,118 Liter
- 1 Imp. gi. = {\displaystyle {\tfrac {568.261.250}{473.176.473}}} US. liq. gi. ≈ 1,20095 US. liq. gal.